# Australia Open 1992 (Badminton)
Die Australian Open 1992 im Badminton fanden vom 3. bis zum 6. September 1992 in Adelaide statt und waren gleichzeitig auch die nationalen Titelkämpfe Australiens.

## Sieger und Platzierte
| Disziplin    | Gold                          | Silber                        | Bronze                          |
| ------------ | ----------------------------- | ----------------------------- | ------------------------------- |
| Herreneinzel | Eddy Kurniawan                | Paul Stevenson                | Murray Hocking                  |
| Herreneinzel | Eddy Kurniawan                | Paul Stevenson                | He Tim                          |
| Dameneinzel  | Song Yang                     | Lisa Bryant                   | Rhonda Cator                    |
| Dameneinzel  | Song Yang                     | Lisa Bryant                   | Teresa Lian                     |
| Herrendoppel | Peter Blackburn Mark Nichols  | Ong Beng Teong Paul Stevenson | Eddy Kurniawan Fred Luckman     |
| Herrendoppel | Peter Blackburn Mark Nichols  | Ong Beng Teong Paul Stevenson | He Tim Jiang Tang               |
| Damendoppel  | Lisa Bryant Amanda Hardy      | Wendy Shinners Song Yang      | Rhonda Cator Xu Rong            |
| Damendoppel  | Lisa Bryant Amanda Hardy      | Wendy Shinners Song Yang      | Michelle O’Neill Michaela Smith |
| Mixed        | Ong Beng Teong Wendy Shinners | Peter Blackburn Lisa Bryant   | Murray Hocking Amanda Hardy     |
| Mixed        | Ong Beng Teong Wendy Shinners | Peter Blackburn Lisa Bryant   | He Tim Song Yang                |